# 케니 드셰페르

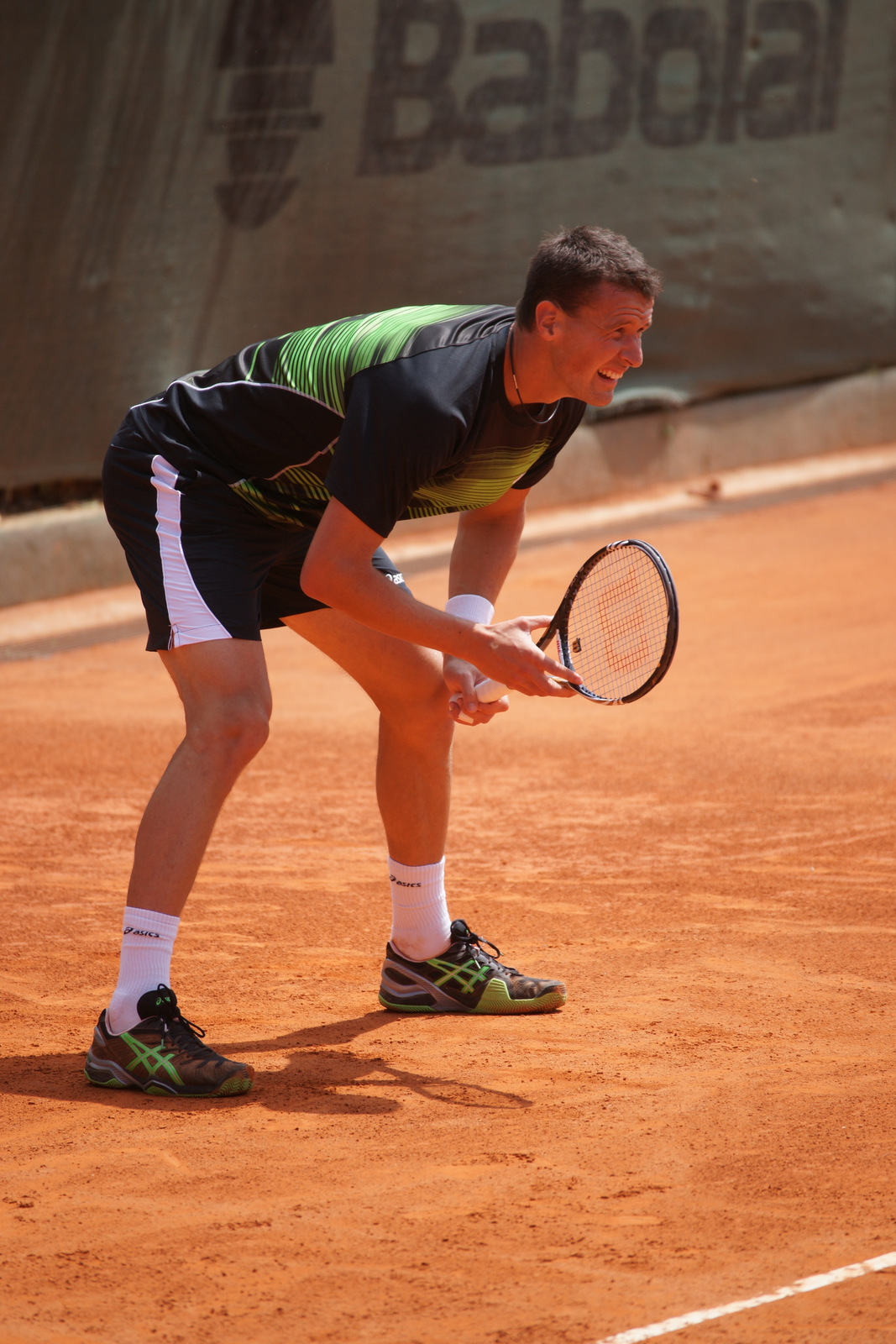
케니 드셰페르

케니 드셰페르(프랑스어: Kenny de Schepper, 1987년 5월 29일 ~ )는 프랑스의 테니스 선수이다.